# Anisoara Cusmir-Stanciu
Anisoara Cusmir-Stanciu (Brăila, 28 de junho de 1962) é uma ex-atleta romena, campeã olímpica e recordista mundial do salto em distância feminino.
Entre 1982 e 1983, ela quebrou o recorde mundial da prova quatro vezes. Entretanto, no Campeonato Mundial de Atletismo de 1983, em Helsinque, ela foi superada pela alemã-oriental Heike Drechsler, ficado com a medalha de prata. Com essa vitória, tudo levava a crer que a alemã seria a maior adversária de Stanciu para os Jogos Olímpicos do ano seguinte, mas com o boicote promovido pelo bloco comunista aos Jogos de Los Angeles 1984, do qual a Alemanha Oriental participou mas a Romênia se recusou a integrar, Stanciu conquistou facilmente a medalha de ouro olímpica, com a marca de 6,96m.
Integrante do exército romeno, foi promovida a tenente em 1984 e a tenente-major em 1988. Após abandonar o atletismo, tornou-se técnica do Clube Steuea.